# Copa KNZB de waterpolo masculino
La Copa KNZB es la segunda competición más importante de waterpolo masculino entre clubes neerlandeses.

## Historial
Estos son los ganadores de copa:
- 2012: AZ&PC
- 2010: GZC Donk
- 2009: GZC Donk
- 2008: GZC Donk
- 2007: ZPB Barendrecht
- 2006: Polar Bears Ede
- 2005: ?
- 2004: Alphense Zwemclub
- 2003: ?
- 2002: Alphense Zwemclub
- 2001: HZC De Robben
- 2000: Alphense Zwemclub
- 1999: Alphense Zwemclub
- 1998: AZ&PC
- 1997: AZ&PC
- 1996: AZ&PC
- 1995: Het Ravijn Nijverdal
- 1994: Alphense Zwemclub
- 1993: Alphense Zwemclub
- 1992: Polar Bears Ede
- 1991: Alphense Zwemclub
- 1990: Alphense Zwemclub
- 1989: Alphense Zwemclub
- 1988: Alphense Zwemclub
- 1987: Alphense Zwemclub
- 1986: HZC De Robben
- 1985: Alphense Zwemclub
- 1984: Alphense Zwemclub
- 1983: Alphense Zwemclub
- 1982: Alphense Zwemclub
- 1981: Alphense Zwemclub
- 1980: HZ Zian
- 1979: Alphense Zwemclub
- 1978: Alphense Zwemclub
- 1977:
- 1976:
- 1975:
- 1974:
- 1973:
- 1972:
- 1971:
- 1970:
- 1969:
- 1968:
- 1967:
- 1966:
- 1965:
- 1964: AZ&PC
- 1963:
- 1962: AZ&PC